# NGC 3155
NGC 3155 (NGC 3194) é uma galáxia espiral (S?) localizada na direcção da constelação de Draco. Possui uma declinação de +74° 20' 52" e uma ascensão recta de 10 horas, 17 minutos e 39,7 segundos.
A galáxia NGC 3155 foi descoberta em 2 de Abril de 1801 por William Herschel.